# 静岡市立清水不二見小学校
静岡市立清水不二見小学校（しずおかしりつ しみずふじみしょうがっこう）は、静岡県静岡市清水区新緑町にある公立小学校。

## 沿革
- 1883年（明治16年）8月 - 「村松学校」開校[1]。
- 1895年（明治28年）5月 - 「不二見村立不二見北尋常小学校」に改編[1]。
- 1924年（大正13年）3月 - 清水市制実施に伴い、「清水市立不二見北尋常小学校」と改称。
- 1926年（大正15年） - 「清水市立不二見尋常小学校」と改称。
- 1941年（昭和16年）4月 - 国民学校制定により、「清水市立不二見国民学校」と改称。
- 1947年（昭和22年）4月 - 六三制実施により、「清水市立不二見小学校」と改称。
- 2003年（平成15年）4月1日 - 静岡市との合併に伴い、「静岡市立清水不二見小学校」に改名。

## 通学区域
清水区

| - 清水村松地先新田 - 上力町 - 新緑町 - 清開二丁目・三丁目 - 増の一部 - 沼田町 - 日立町 | - 緑が丘町 - 南矢部の一部 - 宮加三 - 向田町 - 村松 - 村松一丁目・二丁目 - 村松原二丁目・三丁目 |

## アクセス
- しずてつジャストライン山原梅蔭寺線 「五分団前」停留所から、徒歩1分

## 著名な出身者
- 氏家夏彦（メディアコーディネーター、元TBSテレビ経営企画局長・コンテンツ事業局長・番組プロデューサー、元TBS関連会社代表取締役社長多数）[要出典]
- 服部年宏（サッカー選手）